# CDKN2C
CDKN2C (англ. Cyclin dependent kinase inhibitor 2C) – білок, який кодується однойменним геном, розташованим у людей на короткому плечі 1-ї хромосоми.  Довжина поліпептидного ланцюга білка становить 168 амінокислот, а молекулярна маса — 18 127.
| 10         |  | 20         |  | 30         |  | 40         |  | 50         |
| ---------- |  | ---------- |  | ---------- |  | ---------- |  | ---------- |
| MAEPWGNELA |  | SAAARGDLEQ |  | LTSLLQNNVN |  | VNAQNGFGRT |  | ALQVMKLGNP |
| EIARRLLLRG |  | ANPDLKDRTG |  | FAVIHDAARA |  | GFLDTLQTLL |  | EFQADVNIED |
| NEGNLPLHLA |  | AKEGHLRVVE |  | FLVKHTASNV |  | GHRNHKGDTA |  | CDLARLYGRN |
| EVVSLMQANG |  | AGGATNLQ   |  |            |  |            |  |            |

A: Аланін

C: Цистеїн

D: Аспарагінова кислота

E: Глутамінова кислота

F: Фенілаланін

G: Гліцин

H: Гістидин

I: Ізолейцин

K: Лізин

L: Лейцин

M: Метіонін

N: Аспарагін

P: Пролін

Q: Глутамін

R: Аргінін

S: Серин

T: Треонін

V: Валін

W: Триптофан

Задіяний у таких біологічних процесах як клітинний цикл, поліморфізм. 